# منترك
مُنْتُرْك (بالإسبانية: Monturque)‏، هي إحدى بلديات مقاطعة قرطبة إحدى مقاطعات إسبانيا، و التي تقع في منطقة الأندلس جنوب إسبانيا.
يبلغ عدد سكانها 1.985 نسمة وفقاً لإحصائية سنة (2007).